# Charte internationale de l'éducation physique, de l'activité physique et du sport
 [[s:International Charter of Physical Education, Physical Activity and Sport|Voir le traité sur Wikisource]]
La Charte internationale de l’éducation physique, de l’activité physique et du sport est un document basé sur les droits de l’Homme qui a été adopté par les états membres de l’Organisation des Nations unies pour l'éducation, la science et la culture (UNESCO), le 18 novembre 2015 lors de la 38e session de la Conférence Générale de l’UNESCO. 
Ce document est le légitime successeur de la Charte Internationale de l’éducation physique et du sport, adoptée originellement en 1978, lors de la 20e Conférence Générale de l’UNESCO. 
La Charte originale, amendée en 1991, a été le premier document fondé sur les droits de l’homme à déclarer que « la pratique de l’éducation physique et du sport est un droit fondamental pour tous ». 
Inspirée de l’esprit universel de la Charte originale (1978), la Charte révisée, qui tient compte des évolutions significatives des 37 dernières années dans le domaine du sport, souligne les bénéfices de l’activité physique pour la santé, l’inclusion des personnes en situation de handicap, la protection des enfants, le rôle du sport pour le développement et la paix, et le besoin de protéger l’intégrité du sport face au dopage, à la violence, à la manipulation et la corruption.

## Objectifs
En douze brefs articles, la Charte révisée sert de référent universel en matière de standards éthiques et qualitatifs de l’éducation physique, de l’activité physique et du sport. Tout en préservant l’intention initiale de la Charte de 1978, ce nouveau document marque l’engagement renouvelé de la communauté internationale en faveur de la promotion du sport comme catalyseur de paix et de développement.
Cette version mise à jour fournit un cadre pour orienter la protection de l’intégration du sport et pour soutenir des politiques plus larges en faveur du sport amateur. La Charte reconnaît également l’éducation physique comme levier pour promouvoir l’égalité des genres, l’inclusion sociale, la non-discrimination et le dialogue continu au sein de nos sociétés.
La Directrice générale de l’UNESCO, Irina Bokova a déclaré : « L’adoption de la Charte révisée marque un mouvement des mots vers l’action, de l’intention politique vers la mise en œuvre. Elle donne le ton du nouveau débat international sur les politiques sportives, qui devra mettre l’accent sur l’échange des bonnes pratiques, l’éducation et les programmes de formation, le renforcement des capacités et la promotion. Il s’agit aussi d’une reconnaissance du rôle que joue l’éducation physique en tant que levier pour promouvoir l’égalité des genres, l’inclusion sociale, la non-discrimination et le dialogue continu au sein de nos sociétés ».

## Contenus
La Charte internationale de l’éducation physique, de l’activité physique et du sport contient un préambule et 12 articles. Voici les principales valeurs défendues par la Charte :

### L’accès au sport est un droit fondamental pour tous
- Article premier – La pratique de l’éducation physique, de l’activité physique et du sport est un droit fondamental pour tous.

### Valeurs et bénéfices du sport
- Article 2 – L’éducation physique, l’activité physique et le sport peuvent apporter toutes sortes de bienfaits aux individus, aux communautés et à la société tout entière.
- Article 11 – L’éducation physique, l’activité physique et le sport peuvent jouer un rôle spécifique dans la réalisation des objectifs en matière de développement, de paix et de relèvement après un conflit ou une catastrophe.

### Les principes de qualité et d’éthique
- Article 4 – Les programmes d’éducation physique, d’activité physique et de sport doivent encourager une participation tout au long de la vie.
- Article 5 – Toutes les parties prenantes doivent s’assurer de la durabilité de leurs activités sur le plan économique, social et environnemental.
- Article 6 – La recherche, la collecte de données factuelles et l’évaluation sont des éléments indispensables du développement de l’éducation physique, de l’activité physique et du sport.
- Article 7 – L’enseignement, l’encadrement et l’administration de l’éducation physique, de l’activité physique et du sport doivent être confiés à un personnel qualifié.
- Article 8 – La qualité de l’éducation physique, de l’activité physique et du sport exige des espaces, des équipements et des matériels appropriés et sans risque.
- Article 9 – La sécurité et la gestion des risques sont des éléments nécessaires d’une offre de qualité.
- Article 10 – La sauvegarde et la promotion de l’intégrité et des valeurs éthiques de l’éducation physique, de l’activité physique et du sport doivent être pour tous une préoccupation permanente.

### Les rôles des différents acteurs
- Article 3 – Toutes les parties prenantes doivent concourir à la définition d’une vision stratégique, en identifiant les options et priorités politiques.
- Article 12 – La coopération internationale est l’une des conditions de l’extension de la portée et de l’impact de l’éducation physique, de l’activité physique et du sport.

## Applications
Le projet sur les politiques d’Éducation physique de qualité illustre comment les principes et recommandations soutenus par la Charte peuvent se traduisent en indicateurs, études comparatives et outils.

## Auteurs de la Révision
La révision de la Charte a impliqué divers experts et professionnels gouvernementaux, organisations sportives, le milieu académique et les ONG. Cette version modernisée contient les contributions du Comité intergouvernemental pour l’éducation physique et le sport (CIGEPS) et de son Comité Consultatif Permanent (CCP), mais aussi du Conseil exécutif de l’UNESCO. Il s’agit d’un suivi de la Déclaration de Berlin, adoptée par 600 participants de 121 pays, à l’issue de la 5e Conférence internationale des ministres et hauts fonctionnaires responsables de l’éducation physique et du sport (MINEPS V).

### MINEPS
Créée en 1976, la Conférence internationale des ministres et hauts fonctionnaires responsables de l'éducation physique et du sport (MINEPS)  est un forum qui facilite l’échange intellectuel et technique en matière d’éducation physique et de sport. MINEPS sert aussi de mécanisme institutionnel pour une stratégie internationale cohérente dans ce domaine.
C’est également la seule plate-forme mondiale en son genre, impliquant des gouvernements, des organisations intergouvernementales, le mouvement sportif, des universités et des ONG spécialisées.

### CIGEPS
Le Comité intergouvernemental pour l’éducation physique et le sport (CIGEPS)  a été établi en 1978 pour développer le rôle et la valeur du sport et promouvoir son inclusion dans les politiques publiques. Le CIGEPS est constitué de représentants de 18 États membres de l’UNESCO, experts dans le domaine de l’éducation physique et du sport, élus pour un mandat de quatre ans. 
En 2015, le CIGEPS est composé des suivants États membres de l’UNESCO :
| - Azerbaïdjan - Brésil - Colombie - Congo - Danemark - Allemagne | - Indonésie - Iran - Madagascar - Malaisie - Mexico - Oman | - Qatar - Russie - Afrique du Sud - Turquie - Ukraine - Yémen |

### Conseil consultatif permanent (CCP)
Le Conseil consultatif permanent (CCP), formé de fédérations sportives clés, d’organismes de l’ONU et d’ONG, fournit un soutien technique et conseille le Comité.
| - Comité international olympique (CIO) - Comité international paralympique (CIP) - SportAccord - Fonds des Nations unies pour l'enfance (UNICEF) - Programme des Nations unies pour le développement (PNUD) - Programme des Nations unies pour l'environnement (PNUE) - United Nations Global Compact Office - Bureau des Nations unies pour le sport au service du développement et de la paix (UNOSDP) - ONU Femmes - Organisation mondiale de la santé (OMS) - Association des comités nationaux olympiques (ACNO) - Fédération Internationale de Football Association (FIFA) - Fédération internationale de natation (FINA) - Fédération Internationale du Sport Universitaire (FISU) - Conseil international pour l'éducation physique et la science du sport (ICSSPE/CIEPSS) | - Havas Sports and Entertainment - Institut de Relations Internationales et Stratégiques (IRIS) - Association internationale des fédérations d'athlétisme (IAAF) - Union internationale de biathlon (IBU) - Comité International pour le Fair Play(CIPF) - Comité International Pierre-de-Coubertin(CIPC) - International Working Group on Women and Sport - Peace and Sport - PL4Y International - Play the Game (ONG) - Right to Play - The Association for International Sport for All (TAFISA) - Agence mondiale antidopage (AMA) - World Federation of the Sporting Goods Industry (WFSGI) |